# 屈突通

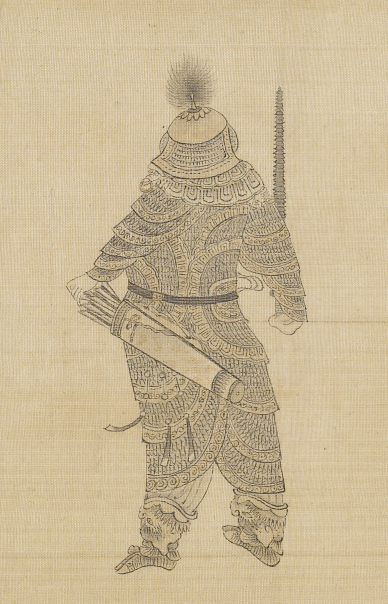
屈突通

屈突通（557年—628年11月20日），複姓屈突，鲜卑名坦豆拔，雍州長安人，祖籍昌黎郡徒河县（今辽宁省锦州市），唐凌烟阁二十四功臣位列第十二。

## 生平
屈突通先世為庫莫奚種人，依附鮮卑慕容氏，高祖屈垣官任中领军，永熙年间，屈突通曾祖父又迁移到关中长安，遂成为雍州长安人氏。祖父屈突庆尚，任北魏黄门侍郎、北周邑川公，父親屈突長卿，任北周开府仪同三司、邛州刺史。
屈突通稟性忠毅，善騎射。起家（开始做官）任北周司卫都中士，隋朝建立后，任左卫府司马，袭爵邑川公。迁任虎贲郎将、左勋卫车骑将军。
隋朝開皇十七年（597年）三月，任親衛大都督，隋文帝派他到涼州（今甘肃省武威市）一帶檢查牧政，查到兩萬匹私馬，隋文帝大怒要殺主管馬政的監官，屈突通說，為馬殺人非仁政，他愿一死以为一千五百人请命。當時流行的話說：「寧食三年艾，不見屈突蓋；寧食三年蔥，不見屈突通。」屈突通執法甚嚴，其弟屈突蓋也和他一樣。
仁寿四年，隋文帝驾崩，隋煬帝杨广即位，授备身郎将、正议大夫。参与平定汉王杨谅之乱，擢左武卫将军。大业七年，跟随杨广征讨高句丽，升右光禄大夫、左候卫将军。大业九年（613年），与宇文述共破礼部尚书杨玄感叛军，以功迁左骁骑卫大将军。次年，授关内讨捕大使，镇压刘迦论义军。大业十二年（616年），煬帝南巡江都，授左光禄大夫、右骁卫、左候卫二大将军，委以镇守都城长安的重任。
李渊起兵反隋，代王杨侑命屈突通守河东（今山西永济）。屈突通兵敗被俘，降唐，任兵部尚书，封蔣國公。为秦王李世民行军元帅长史。武德元年（618年）淺水原之戰，大敗薛仁果，诸将争抢珠宝，他独无所取。唐高祖對屈突通說：“公清正奉國，著自終始，名下定不虛也。”以本官判陕东道行台仆射，平定王世充，论其功第一，加授陕东道大行台尚书右仆射，镇东都洛阳。武德九年，除为刑部尚书，后转任工部尚书，玄武门之变后，任陕东道大行台的尚书右仆射，驰镇洛阳。
贞观初年（627年）废除陕东道大行台后，授使持节十一州诸军事、洛州都督，赐实封六百户，進左光禄大夫。贞观二年十月十九日（公历628年11月20日）病故于洛州官舍，年七十二。同年十一月二十八日葬于洛州河南县千金乡玄明里之北邙山。唐太宗痛惜不已，追赠尚书右仆射，谥曰忠。十七年（643年），诏图形于凌烟阁。二十三年（649年），与房玄龄配飨太宗庙庭。唐高宗永徽五年（654年），重赠司空。世子屈突寿袭爵。屈突通少子屈突诠官至瀛州刺史。屈突诠之子屈突仲翔，神龙中亦为瀛州刺史。
夫人蔣國夫人，贞观三年五月二十九日（公历629年6月25日）逝世，年六十六。

## 屈突通墓志铭
全称《大唐故左光禄大夫蒋国公屈突府君墓志铭》，现收藏于洛阳新安县铁门镇千唐志斋博物馆。

## 屈突氏家族世系
- 屈突遵，生须
- 屈突须，生垣
- 屈突垣
- 未知
- 屈突庆尚，恒之孙，生长卿
- 屈突长卿，生通、盖
- 屈突通，生屈突寿、屈突韩、屈突幹、屈突诠、屈突伦、屈突延
  - 屈突诠，生屈突伯起（有墓志）、屈突仲翔、屈突仲将、屈突仲任、屈突叔齐、屈突季将、屈突季札（有墓志）、屈突琁（有墓志）
    - 屈突仲翔，生漪、浩、淑、潾
      - 屈突漪，生藏用；屈突淑，生鄂、准；屈突潾，生郇、郾
        - 屈突郾，生铉、锜

  - 屈突伦，生琦、俊
    - 屈突俊，生绍先

  - 屈突延，曾孙陕
  - 屈突氏（武德九年（626年）—咸亨二年五月十七日（671年6月28日）），庶女，嫁北周银青光禄大夫使持节利州诸军事行利州刺史上柱国清河县开国子崔玄籍（武德三年（620年）—圣历元年三月十四日（698年3月1日））做妾，后扶正
- 屈突盖，生逵、操

屈突通有孙洺州司士参军屈突昭，屈突昭女嫁杨雄玄孙广陵郡扬子尉杨东鲁。